# PicoBSD
PicoBSD fue una versión FreeBSD 3.0-current, uno de los sistemas operativos derivados de BSD, contenido en un solo disquete, el cual, en sus diferentes variantes permite tener acceso telefónico a redes remotas (dialup), un router o un servidor de comunicaciones (dialin). Sus requerimientos mínimos para ejecutarse son un ordenador con procesador 386SX CPU con 8 Mb. de memoria RAM (no requiere disco duro pues el sistema no requiere ser instalado al cargarse en memoria como un LiveCD).
PicoBSD estuvo libremente disponible bajo la licencia BSD. Su desarrollador principal fue Andrzej Bialeck, y su última versión ha sido la 0.42.
Con la flexibilidad que FreeBSD ofrece, además de la disponibilidad del código fuente, se podía preparar una instalación que lleve a cabo diversas tareas, incluyendo las siguientes (pero sin limitarse a ellas):
- Estación de trabajo sin disco duro.
- Solución de acceso telefónico portable. (Portable dial-up access solution)
- Disco de demostración a medida.
- Controlador empotrado (en una flash o EEPROM).
- Firewall.
- Servidor de comunicaciones.
- Reemplazo de router comercial.
- Un sistema domótico que no requiera disco duro
- Y muchos otros.

## Versiones
Existían múltiples versiones de PicoBSD:
- Una versión de conexión por petición (por módem) (Dialup Version).
- Una versión para redes (Networking Version).
- Una versión para interconexión de subredes (Router Version).
- Una versión para un servidor de conexión (Dial-in server version), no estable.